# 삼차원의 점군
삼차원의 점군은 회전 대칭이 없는 족, 1개의 회전축이 있는 족, 정이면체 대칭, 정사면체 대칭, 정팔면체 대칭, 정이십면체 대칭으로 나뉜다. 직교군 O(3)의 부분군이다.

## 같이 보기
- 대칭
- 평면의 등거리변환
- 점군
- 결정계
- 공간군
- 작은 군의 목록